# Avigdor Arikha
Avigdor Arikha est un peintre et graveur figuratif franco-israélien, né le 28 avril 1929 à Rădăuți en Bucovine et mort le 29 avril 2010 dans le 14e arrondissement de Paris.

## Biographie
Né de parents juifs germanophones à Rădăuți en Bucovine (Roumanie), Avigdor Arikha est interné dans un camp de concentration en Ukraine en 1941. La Croix-Rouge l'en sort en 1944 et l'envoie en Palestine. En 1946 il est élève de l'École des beaux-arts Bezalel à Jérusalem, suivant un enseignement proche du Bauhaus. Il est blessé en 1948 en combattant pour la création d'Israël. En 1949, il obtient une bourse d'études aux Beaux-Arts de Paris. Il s'établit définitivement en France en 1954.
Dans les années 1950, il pratique une peinture abstraite, qu'il abandonnera après une dizaine d'années au profit du dessin, de la gravure et de l'illustration figuratives. Il valorise alors « le dessin et la peinture d'observation », terminés en une seule séance face au sujet. Peintre de portraits, il est aussi polémiste, dirigeant ses traits verbaux contre l'éclairage des tableaux dans les expositions et musées, contre la tyrannie des modes et des courants artistiques, et exposant, plus positivement, sa conception de l'œuvre d'art dans des articles réunis dans un livre en 1991.
Avigdor Arikha a fait don, en 2008, d'un grand nombre de ses estampes à la Bibliothèque nationale de France : le département des Estampes consacre alors une rétrospective à son œuvre gravé.
Son décès a donné lieu à divers hommages du monde de l'art, notamment de la part de Jean Clair, Jean-Pierre Cuzin, Michel Laclotte, Didier Sicard, etc.

## Expositions
- « Avigdor Arikha, Balthus, François Heaulmé, Giorgio Morandi, Serge Poliakoff, Mark Tobey... », galerie Hervé Odermatt, Paris, 1972

## Publication
- Peinture et regard : Écrits sur l'art, 1965-2009, Paris, Éditions Hermann, 2011 (ISBN 978-2-7056-7078-8)

#### Monographies
- Samuel Beckett, Barbara Rose, Robert Hughes, Jane Livingston, Joseph Shannon, Arikha, Paris, Éditions Hermann, 1985, 223 p. (ISBN 978-2-7056-5997-4).
- Avigdor Arikha. Gravure sur le vif, Paris, BnF, 2008, 111 p. (ISBN 978-2-7177-2416-5).

#### Nécrologies
- Philippe Dagen, « Avigdor Arikha, peintre israélien », Le Monde,‎ 5 mai 2010 (lire en ligne)
- (en) Christopher Masters, « Avigdor Arikha obituary », The Guardian,‎ 11 mai 2010 (lire en ligne)